# تلمبه شهید موسی افراسیابی
تلمبه شهید موسی افراسیابی یک منطقهٔ مسکونی در ایران است که در دهستان حسین‌آباد (جیرفت) واقع شده‌است. تلمبه شهید موسی افراسیابی ۴۸ نفر جمعیت دارد.